# Streetlights
Albums de Kurupt
Tha Tekneek Files
(2009)
Singles
1. I'm Burnt
Sortie : 19 décembre 2009
2. In Gotti We Trust
Sortie : 2 avril 2009
3. Questions
Sortie : 4 mai 2010
4. Yessir
Sortie : 18 juin 2010

Streetlights est le sixième album studio de Kurupt, sorti le 20 avril 2010.
L'album s'est classé 38e au Top R&B/Hip-Hop Albums.

## Liste des titres
| No  | Titre | Contient un (des) sample(s) de | Durée |
| --- | --- | ------------------------------ | ----- |
| 1.  | Intro (Produit par Terrace Martin)                                                                                          | We Made It de Black Ivory      | 3:19  |
| 2.  | I'm Burnt (featuring Problem – Produit par Terrace Martin)                                                                  |                                | 3:17  |
| 3.  | Questions (featuring Uncle Chucc – Produit par Terrace Martin)                                                              |                                | 3:04  |
| 4.  | In Gotti We Trust (featuring Xzibit – Produit par Terrace Martin)                                                           |                                | 2:48  |
| 5.  | Face Down (featuring J Black, Tone et Terrace Martin – Produit par Terrace Martin)                                          |                                | 3:02  |
| 6.  | Yessir (Produit par Pete Rock)                                                                                              | Got Ur Self A... de Nas        | 4:27  |
| 7.  | All That I Want (featuring Snoop Dogg et J Black – Produit par Terrace Martin)                                              |                                | 3:52  |
| 8.  | I'm Drunk (featuring J Black – Produit par Terrace Martin)                                                                  |                                | 3:03  |
| 9.  | Scrape (featuring Terrace Martin, Virgina Slim et Big Tri – Produit par Terrace Martin)                                     |                                | 3:03  |
| 10. | Riot in the Club (Produit par Lil Jon)                                                                                      |                                | 4:22  |
| 11. | I'm the Man (featuring J Black et Jah Free – Produit par Terrace Martin)                                                    |                                | 4:07  |
| 12. | I'm Burnt (Remix) (featuring Snoop Dogg, Roscoe et Problem – Produit par Terrace Martin)                                    |                                | 3:36  |
| 13. | Streetlights (featuring Tone – Produit par Terrace Martin)                                                                  |                                | 5:29  |
| 14. | Bounce, Rock, Skate (Kurupted Mix) (featuring DJ Drama, DJ Quik, Terrace Martin et Snoop Dogg – Produit par Terrace Martin) |                                | 4:21  |

| 15. | Pay Me (featuring Suga Free, Daz Dillinger et Soopafly – Produit par DJ Quik) | 4:45 |
| 16. | Chuccs (featuring Roscoe Umali et Styliztik Jones)                            | 3:48 |
| 17. | Smokin' 4:20                                                                  | 2:58 |